# بوفا سکیوریتیز
بوفا سکیوریتیز (انگلیسی: BofA Securities) شرکت خدمات مالی آمریکایی است، که در سال ۲۰۰۹ توسط بنک آو آمریکا تأسیس شد.